# Belligobio pengxianensis
Belligobio pengxianensis är en fiskart som beskrevs av Luo, Le och Chen, 1977. Belligobio pengxianensis ingår i släktet Belligobio och familjen karpfiskar. Inga underarter finns listade.